# 彼得·卢德维恰克
彼得·卢德维恰克（波蘭語：Piotr Ludwiczak，1996年5月1日—），波兰男子游泳运动员，2021年夏季世界大学生运动会男子4×100米自由泳接力金牌得主、2024年世界短池游泳锦标赛男子4×100米自由泳接力铜牌得主。